# Arkanoid: Revenge of Doh
Arkanoid - Revenge of Doh (Arkanoid 2) är ett arkadspel släppt av Taito 1987 som efterföljare till Arkanoid. Publicerades samma år av Imagine Software till plattformar som Amiga, Amstrad, Atari, Commodore 64, MSX med flera.

## Beskrivning av spelet
Den mystiska fienden känd som DOH har återvänt för att söka hämnd på "Vaus" skeppet. Spelaren måste åter igen ta kontroll över Vaus skeppet ta sig förbi 30 banor innan DOH är besegrad för alltid.

## Nyheter mot Arkanoid
Revenge of Dof skiljer sig mycket mot sin föregångare då Revenge of Doh introducerar "Warp Gates" så när man klarar en bana får man ett val att antingen dra skeppet åt höger för att komma till en viss bana eller till vänster för att komma till en annan bana.
Avfyrs knappen kan nu bara användas när Laser ('L') eller Fånga ('C') sten är fångade.
I spelet finns en "mini-boss" i form av en enorm hjärna, vilket hjälper dig att träna inför mötet mot "DOH". Du måste slå bollen i hjärnan många gånger för att klara banan.
Arkanoid 2 erbjuder många fler olika lägen som skeppet eller bollen kan hamna i. Stenarna som faller ner ibland när bollen tar bort en tegelsten ger, beroende på färg, skeppet eller bollen olika egenskaper. Ibland är det också varelserna som släpps ner längst upp på banan som kan störa bollens färdriktning.

## Rekord
- Zachary B Hample har det officiella världsrekordet med 3 120 570 poäng.

## Utgåvor
1. Arkanoid (1986)
2. Arkanoid: Revenge of Doh (1987)
3. Arkanoid: Doh it Again (1997, Nintendo Super NES)
4. Arkanoid Returns (1997)